# Kaprekartal
Kaprekartal för en given talbas, är ett icke-negativt tal vars kvadrat i den basen kan delas upp i två delar som summerar till det ursprungliga talet igen. Till exempel är 45 ett Kaprekartal eftersom 452 = 2025 och 20 + 25 = 45. Kaprekartal är uppkallade efter matematikern D. R. Kaprekar.

## Definition
Låt X vara ett icke-negativt heltal. X är ett Kaprekartal i basen b om det finns icke-negativa heltal n, A och positivt tal B som uppfyller:
X2 = Abn + B, där 0 < B < bn
X = A + B
Observera att X även är ett Kaprekartal i basen bn för detta specifika urval för n. Mer snävt kan vi fastställa mängden K(N) för ett givet heltal N som en mängd heltal X där
X2 = AN + B, där 0 < B < N
X = A + B
Varje Kaprekartal i basen n inräknas i en av mängderna K(b), K(b2), K(b3), …

## Exempel
Exempel:
1. Låt det valda (förmodade) heltalet = 297 (3 siffror).
2. Talets (297:s) kvadrat = 88209.
3. Dess två delar är ⇒ 88, 209 (2 respektive 3 siffror).
4. Summan av de två delarna = 88 + 209 = 297.
5. Således är talet (297) ett Kaprekartal.

297 är ett Kaprekartal i basen 10 eftersom 2972 = 88209, som kan delas upp i 88 och 209, och 88 + 209 = 297. Av konvention får den andra delen inledas med siffran 0, men talet måste vara positivt. Till exempel är 999 i Kaprekartal i basen 10 eftersom 9992 = 998001, som kan delas upp i 998 och 001, och 998 + 001 = 999. Men 100 är inte ett Kaprekartal, även om 1002 = 10000 och 100 + 00 = 100, eftersom den andra delen inte avslutas med en positiv siffra.
De första Kaprekartal i basen 10 är:
1, 9, 45, 55, 99, 297, 703, 999, 2223, 2728, 4879, 4950, 5050, 5292, 7272, 7777, 9999, 17344, 22222, 38962, 77778, 82656, 95121, 99999, 142857, 148149, 181819, 187110, 208495, 318682, 329967, 351352, 356643, 390313, 461539, 466830, 499500, 500500, 533170, … (talföljd A006886 i OEIS)
I synnerhet är 9, 99, 999, … (alltså alla tal som endast består av nior) Kaprekartal. Mer allmänt, för någon bas b finns det oändligt antal Kaprekartal, inklusive alla tal på formen bn − 1.

## Egenskaper
- Det bevisades år 2000[1] att Kaprekartal för någon bas b är i bijektion med enhetsdelarna av bn − 1. Låt Inv(a,b) beteckna den multiplikativa inversen av a modulo b, nämligen det minsta positiva heltal m sådant att {\displaystyle am\equiv 1{\pmod {b}}}. Då ingår ett tal X i mängden K(N) (definierad ovan) om och endast om X = d Inv(d, (N−1)/d) för någon enhetsdelare d av N − 1. I synnerhet
  - För något X i K(N), N − X tillhör K(N).
  - I binära talsystemet är alla jämna perfekta tal även Kaprekartal.